# Metachaetodus brunneicollis
Metachaetodus brunneicollis är en skalbaggsart som beskrevs av Preudhomme de Borre 1886. Metachaetodus brunneicollis ingår i släktet Metachaetodus och familjen Hybosoridae. Inga underarter finns listade i Catalogue of Life.